# The Root of All Evil
The Root of All Evil — сборник мелодичной дэт-метал-группы Arch Enemy, в нём были перезаписаны песни из первых трёх альбомов — Black Earth, Stigmata, и Burning Bridges. Альбом был выпущен 28 сентября, 2009 года на лейбле Century Media Records. Помимо специальной упаковки с «mediabook», диск содержит три дополнительные live-записи, альтернативную иллюстрацию, подробный буклет и эксклюзивный патч.
Сведением и мастерингом диска занимался знаменитый английский продюсер Энди Снип (Megadeth, Testament, Exodus), а сам диск записывался в нескольких шведских студиях и продюсировался группой и Даниэлем Эрландссоном вместе Ричардом Бенгтссоном в роли звукоинженеров.
В сентябре 2008 года Майкл Эмотт (Michael Amott) заявил что ударная партия нового альбома уже готова. Так же он сказал, что новый альбом будет состоять из двенадцати перезаписанных песен с новой вокалисткой и басистом. Он получил название The Root of All Evil и содержал некоторые композиции из трёх предыдущих альбомов — Black Earth, Stigmata и Burning Bridges. В первой половине 2009 года группа отправилась в тур в Европу, где выступала на Dubai Desert Rock Festival вместе с Opeth, Chimaira и Motorhead. После выхода 29 сентября этого года (2009) Root of All Evil Arch Enemy отправится в Азию и Австралию в тур поддержки нового альбома.

## Список композиций
| №   | Название                       | Текст песни             | Музыка                      | Длительность |
| --- | ------------------------------ | ----------------------- | --------------------------- | ------------ |
| 1.  | «The Root of All Evil» (intro) |                         | Майкл Эмотт                 | 1:06         |
| 2.  | «Beast of Man»                 | Майкл Эмотт             | Майкл Эмотт/Кристофер Эмотт | 3:45         |
| 3.  | «The Immortal»                 | Йохан Лиива/Майкл Эмотт | Кристофер Эмотт/Майкл Эмотт | 3:47         |
| 4.  | «Diva Satanica»                | Майкл Эмотт             | Майкл Эмотт/Кристофер Эмотт | 3:48         |
| 5.  | «Demonic Science»              | Майкл Эмотт             | Майкл Эмотт/Кристофер Эмотт | 5:24         |
| 6.  | «Bury Me an Angel»             | Майкл Эмотт             | Майкл Эмотт                 | 4:25         |
| 7.  | «Dead Inside»                  | Майкл Эмотт             | Майкл Эмотт/Кристофер Эмотт | 4:24         |
| 8.  | «Dark Insanity»                | Йохан Лиива             | Майкл Эмотт/Йохан Лиива     | 3:25         |
| 9.  | «Pilgrim»                      | Майкл Эмотт             | Майкл Эмотт/Кристофер Эмотт | 4:50         |
| 10. | «Demoniality»                  | инструментал            | Майкл Эмотт                 | 1:40         |
| 11. | «Transmigration Macabre»       | Майкл Эмотт             | Майкл Эмотт                 | 3:33         |
| 12. | «Silverwing»                   | Майкл Эмотт             | Майкл Эмотт/Кристофер Эмотт | 4:22         |
| 13. | «Bridge of Destiny»            | Майкл Эмотт             | Майкл Эмотт/Кристофер Эмотт | 7:53         |

### Ограниченное издание
1. «Bury Me an Angel» (Live) — 4:22
2. «The Immortal» (Live) — 4:34
3. «Bridge of Destiny» (Live) — 7:36

### Японское издание
1. «Wings of Tomorrow» (Europe cover)
2. «Walk in the Shadows» (Queensrÿche cover)

## Даты Выхода
- Германия / Австрия / Швейцария / Италия / Нидерланды: Сентябрь 25, 2009.
- Англия / Франция / Греция / Дания / Норвегия / Остальная Европа: Сентябрь 28, 2009.
- Испания / Португалия: Сентябрь 29, 2009.
- Финляндия / Швеция / Венгрия / Япония: Сентябрь 30, 2009.
- США: Октябрь 6, 2009.[1]

## Участники записи
- Ангела Госсов — вокал
- Майкл Эмотт — соло-гитара
- Кристофер Эмотт — ритм-гитара
- Шарли Д’Анджело — бас-гитара
- Даниэль Эрландссон — ударные

Производство
- Arch Enemy — продюсирование
- Энди Снип — миксинг и мастеринг
- Даниэль Эрландссон — запись
- Ричард Бенгтссон — запись[2]
- Йохан Лиива — экс-вокал
- Gustavo Sazes — артворк/буклет